# Рудолф Слански
Рудолф Слански (31. јули 1901. - 3. децембар 1952.) био је водећи чешки комунистички политичар. Заузимајући функцију генералног секретара партије после Другог светског рата, био је један од водећих стваралаца и организатора комунистичке владавине у Чехословачкој. Након раскола између Јосипа Броза Тита из Југославије и совјетског премијера Јосифа Стаљина, потоњи је покренуо талас „чишћења“ одговарајућих руководстава Комунистичке партије, да би спречио још веће поделе између Совјетског Савеза и његових централноевропских “сателитских" земаља. У Чехословачкој, Слански је био један од 14 лидера ухапшених 1951. и подвргнут групном намештеном суђењу у новембру 1952. године, када је и оптужен за велеиздају. После осам дана, 11 од 14 оптужених је осуђено на смрт. Над Сланским је казна извршена пет дана касније.

## Младост
Слански је био Јеврејин, рођен у месту Незвјестице, сада у градској четврти Плзењ. Средњу школу похађао је у Плзњу на Трговачкој академији. По завршетку Првог светског рата отишао је у Праг, главни град, где је открио левичарску интелектуалну сцену у институцијама као што је Марксистички клуб. 1921. године Слански се придружио Комунистичкој партији Чехословачке када се одвојила од Социјалдемократске партије. Ушао је у партију и постао виши поручник њеног вође, Клемента Готвалда. На Петом конгресу странке 1929. године, Слански је именован за члана председништва партије и Политбироа, а Готвалд је постао генерални секретар.
Од 1929. до 1935. године Слански се крио због илегалног статуса Комунистичке партије. 1935. године, након што је партији било дозвољено да учествује у политици, и он и Готвалд изабрани су у Народну скупштину. Њихово напредовање је, међутим, било заустављено, када је Чехословачка била подељена на Минхенској конференцији 1938. године. Када је у октобру 1938. године нацистичка Немачка окупирала Судете, Слански је заједно с већим делом остатка чехословачког комунистичког руководства побегао у Совјетски Савез.
У Москви, Слански је радио на емисијама за Чехословачку преко Радио Москве. Преживео је одбрану Москве од Немаца током зиме 1941-42. Његово искуство у Москви довело га је у контакт са совјетским комунистима и често бруталним методама за које су се залагали ради одржавања партијске дисциплине.
1943. године нека жена је присилно отела из колица за бебе малолетну Сланскијеву ћерку Нађу, у присуству његовог осмогодишњег сина Рудолфа, који је пружао отпор. Жена је знала детаље о госпођи Слански, укључујући и њен посао у Радио Москви. Ни Нађа ни починиоци никада нису пронађени. Сланскијева удовица рекла је да су писали захтеве и упите полицији и самом Стаљину, а сви су остали без одговора.
Док је био у егзилу у Совјетском Савезу, Слански је такође организовао јединице чехословачке војске, са којима се 1944. вратио у Чехословачку да би учествовао у Словачком националном устанку.

## Моћ у послератном периоду
1945. године, после Другог светског рата, чехословачки лидери који су се вратили из егзила, из Лондона и Москве, Слански је био међу њима, одражавали су састанке који су водили до стварања нове владе Националног фронта под Едвардом Бенешом. На 8. Конгресу Чехословачке комунистичке партије у марту 1946, Слански је постао генерални секретар Комунистичке партије. То га је учинило човеком број два у странци иза председника странке Готвалда, који је постао вођа коалиционе владе након избора одржаних те године.
Комунистичка партија је 1948. одузела власт у фебруарском пучу. Слански је тако постао други најмоћнији човек у држави иза Готвалда. Две године касније, као злослутни знак ствари које предстоје, Готвалд је оптужио двојицу блиских сарадника Сланског, Отта Шлинга и Беджиха Реицина, за злочине против Комунистичке партије. Слански је учествовао у њиховој чистки јер није имао довољно утицаја да се бори против оптужби. Слански је такође оптужен за економске и индустријске проблеме, што га је коштало подршке. Ипак, добио је Орден социјализма, врхунско одликовање, 30. јула 1951. године, а књига његових говора у прилог социјализму биће објављена под насловом Према победи социјализма.

## Суђење
У новембру 1952. године Слански и 13 других високих комунистичких бирократа (од којих су 10 били Јевреји) ухапшени су и оптужени да су Титоисти и ционисти; службена реторика СССР-а окренула се против ционизма.
Партија је тврдила да је Слански био шпијун у оквиру дела међународне западно-капиталистичке завере да поткопава социјализам и да би његово кажњавање била освета за нацистичка убиства чешких комуниста Јана Шверма и Јулиуса Фучика током Другог светског рата.
Неки историчари кажу да је Стаљин желео потпуну послушност и претио чисткама „националних комуниста“. Према овој теорији, Готвалд је, страхујући за властиту сигурност, одлучио жртвовати свог дугогодишњег сарадника Сланског.
Други историчари, међутим, кажу да је ривалство између Сланског и Готвалда ескалирало након државног удара 1948. Слански је почео учвршћивати своју власт у секретаријату странке и постављати више присталица своје странке на положаје у влади, посежући за Готвалдовом функцијом председника након Бенешеве оставке. Стаљин је подржао Готвалда јер је веровао да има веће шансе да изгради чехословачку привреду до положаја у ком би могла почети да производи корисне производе за Совјетски Савез.
Шта год да је био случај, Сланском је нашкодио имиџ "космополитског" лика (био је Јеврејин, у време када су преко Источног блока, под утицајем СССР-а, јеврејске вође коришћене као жртвени јарци због несташица и економских проблема), што је омогућило Готвалду и његовом савезнику Антоњину Запотоцкију, који су били националисти, да га оптуже за припадност буржоазији. Слански и његови савезници су такође сметали старим члановима странке, влади и политичком бироу странке. Након хапшења, Слански је био мучен и покушао је самоубиство.
Суђење народним вођама почело је 20. новембра 1952. године у Сенату државног суда, а тужилац је био Јосеф Урвалек. Трајало је осам дана. Било је уочљиво по снажном антисемитском тону: Слански и 10 од 13 оптужених били су Јевреји. Као и на московским намештеним суђењима крајем 1930-их, оптужени су се понашали кукавички пред судом, признајући кривицу и тражили су да буду кажњени смрћу. Слански је проглашен кривим за активности у оквиру "Троцкизма - Титоизма - Ционизма, у служби америчког империјализма" и јавно је обешен у затвору Панкрац 3. децембра 1952. године. Његово тело је кремирано, а пепео разбацан по леденом путу ван Прага.

## Постхумно
Након Стаљинове смрти, Антоњин Новотни је критиковао Сланског због увођења стаљинистичких метода испитивања у Чехословачкој. Слански и остале жртве намештеног суђења су у априлу 1963. године ослобођени по кривичном закону и потпуно рехабилитовани и ослобођени кривице у мају 1968. године. Након плишане револуције 1989. године, нови председник Вацлав Хавел, именовао је Сланскијевог сина, такође Рудолфа, за чешког амбасадора у Совјетском Савезу.
Слански је био најмоћнији политичар погубљен за време владавине Комунистичке партије у Чехословачкој. Након тога, третман лидера који нису били погодни постао је цивилизован: њима је одузимана само моћ и слати су у пензију.